# Suba (Bogota)
Suba est le 11e district de Bogota, la capitale et plus grande ville de Colombie.  Il est situé au nord de Bogota. Sa superficie est de 100,54 km2 pour une population de 780 267 habitants.